# Letterknecht
Een letterknecht is iemand die in extreme mate vasthoudt aan in het verleden opgestelde regels en vaak niet bereid is in te zien dat het ook anders en soms ook beter kan. Het begrip wordt in ongunstige zin gebezigd. Nauw verwant qua betekenis is de term scherpslijper.

## Oorsprong
Het begrip is al zeker enige eeuwen oud. De oudste attestatie die het Woordenboek der Nederlandsche Taal vermeldt, is in een artikel in een aflevering van het tijdschrift De Philanthrope of Menschenvriend uit 1760. In dat artikel wordt over een zekere dominee L. gezegd: "Och Broeders en Zusters, dat is een dierbaar man. Dat is geen dorre Letterknegt. Neen, hij is geheel geest en leven."

## Betekenis
Het kan bij letterknechterij gaan om het vasthouden aan een gebod of verbod (zowel formeel als materieel), een richtlijn, regel of norm.

## Voorbeelden in de praktijk
Bekend zijn voorbeelden van letterknechterij door de overheid. Met regelmaat worden uitspraken van de rechter in geschillen met die overheid strikt naar de letter en niet naar de geest van de wet geïnterpreteerd. In een geval moest de Nationale Ombudsman een geschil aan de Tweede Kamer voorleggen omdat de minister van Financiën weigerde een vorm van letterknechterij te herstellen.
In een ander geval was het de rechter zelf, die letterknechterij aan de kaak stelde: "Een eventuele ontsnappingsroute, die een ruime halvering mogelijk zou maken, wordt door de rechter afgedaan als ‘letterknechterij’: het te letterlijk opvolgen van het contract."